# Habenaria richardiana
Habenaria richardiana är en orkidéart som beskrevs av Robert Wight. Habenaria richardiana ingår i släktet Habenaria och familjen orkidéer. Inga underarter finns listade i Catalogue of Life.